# Ecphylus parvus
Ecphylus parvus är en stekelart som beskrevs av Marsh 2002. Ecphylus parvus ingår i släktet Ecphylus och familjen bracksteklar. Inga underarter finns listade i Catalogue of Life.